# Carex riloensis
Carex riloensis är en halvgräsart som beskrevs av Stoeva och E.D.Popova. Carex riloensis ingår i släktet starrar, och familjen halvgräs. Inga underarter finns listade i Catalogue of Life.